# Benjamin Prentiss

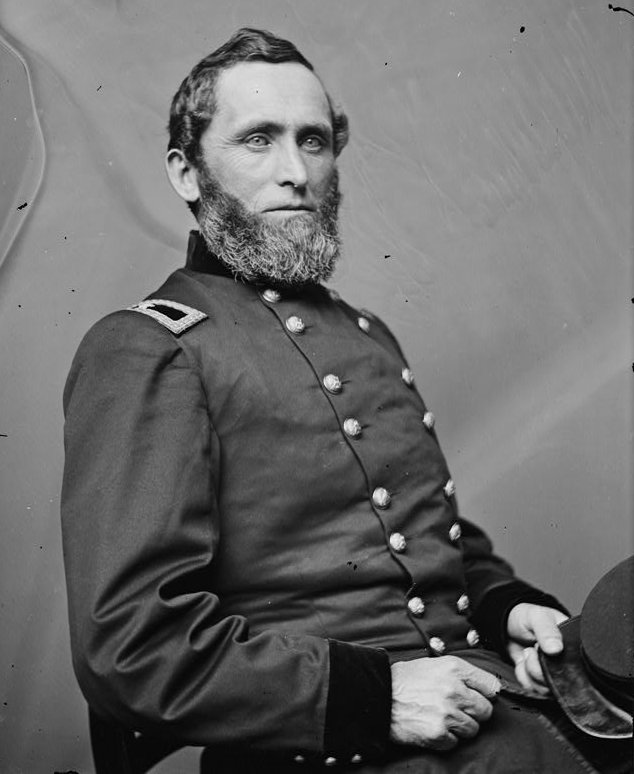
Benjamin Prentiss

Benjamin Mayberry Prentiss (* 23. November 1819 in Belleville, Virginia; † 8. Februar 1901 in Bethany, Missouri) war ein General des Unionsheeres während des Amerikanischen Bürgerkrieges.

## Frühes Leben
Der in Belleville in Virginia geborene Prentiss war ein direkter Nachfahre von Valentin Prentice, der bereits 1631 von England nach Virginia ausgewandert war. Seine ersten Lebensjahre verbrachte Prentiss in Virginia, bis die Familie nach Missouri übersiedelte und sich dort zunächst in der Nähe von Hannibal niederließ. Später zog die Familie dann weiter nach Quincy, Illinois, wo Prentiss bis 1879 lebte.
In seinen jungen Jahren arbeitete Prentiss als Seilmacher und Auktionator. Am 29. März 1839 heiratete er Margaret Ann Lodousky, mit der er sieben Kinder hatte. Nach ihrem Tod heiratete er Mary Worthington Whitney, mit der er fünf weitere Kinder hatte. 1860 bewarb sich Prentiss für die Republikanische Partei erfolglos um ein Mandat für den Kongress.

## Im Sezessionskrieg
1861 wurde Prentiss zum Regimentskommandeur im Range eines Obersten ernannt. Seine erste Aufgabe war es, Eisenbahnlinien in Missouri vor den Konföderierten zu schützen. Im August 1861 wurde er zum Brigadegeneral befördert und übernahm das Kommando über eine Division in der Tennessee-Armee Grants. Am ersten Tag der Schlacht von Shiloh wurde seine Division überraschend von den Konföderierten angegriffen und erlitt in den ersten Stunden des Kampfes schwere Verluste. Prentiss gelang es jedoch, die Ordnung wiederherzustellen und seine Division lieferte den Konföderierten einen entschlossenen Kampf in dem als Hornissennest bekannt gewordenen Geländeabschnitt. Der anhaltende Widerstand von Prentiss’ Männern gab der Tennessee-Armee die Gelegenheit, sich nach dem überraschenden Angriff der Konföderierten wieder zu sammeln.
Von konföderierten Truppen eingekreist und von der restlichen Teilen der Armee abgeschnitten, musste sich Prentiss schließlich mit 2.200 Männern den Konföderierten ergeben. Nach der Schlacht wurde Prentiss als Held gefeiert, dessen Einsatz und hinhaltender Widerstand den Gegenangriff Grants am zweiten Tag der Schlacht und damit den Sieg der Unionstruppen erst ermöglicht habe.
Nachdem er im Zuge eines Gefangenenaustauschs wieder freigekommen war, wurde Prentiss zum Generalmajor befördert. Danach war er einer der Richter in der Kriegsgerichtsverhandlung gegen General Porter. Dabei stimmte er anders als die Mehrheit der Richter gegen Porters Verurteilung. Mit diesem Votum beschädigte er seine politischen Verbindungen. Er wurde nach Arkansas abkommandiert, wo er Kommandeur des Wehrbezirks Ost-Arkansas wurde und am 4. Juli 1863 die Schlacht bei Helena gewinnen konnte. 1863 schied er aus der Armee aus, da er sich angeblich um familiäre Belange kümmern wollte. Es wird aber auch angenommen, dass er seine Verdienste in den Schlachten von Shiloh und Helena nicht ausreichend gewürdigt fühlte.

## Nach dem Sezessionskrieg
Nach dem Sezessionskrieg arbeitete Prentiss als Jurist. 1879 zog er nach Missouri und wurde dort als Postmeister tätig. Dieses Amt wurde ihm von Präsident Benjamin Harrison verliehen und später von William McKinley bestätigt. Zudem war Prentiss der Vorsitzende der Republikanischen Partei von Missouri. Er verstarb am 8. Februar 1901 in Bethany.